# Mitsubishi Toppo
La Toppo est une k-car du constructeur automobile japonais Mitsubishi vendue exclusivement au Japon. Cette génération est lancée en septembre 2008. Une première Toppo avait déjà été commercialisée dans les années 1990.
La Toppo est motorisée par un 3 cylindres de 50 ch, qui passe à 64 ch lorsqu'il bénéficie d'une suralimentation par turbocompresseur.